# Carska Droga

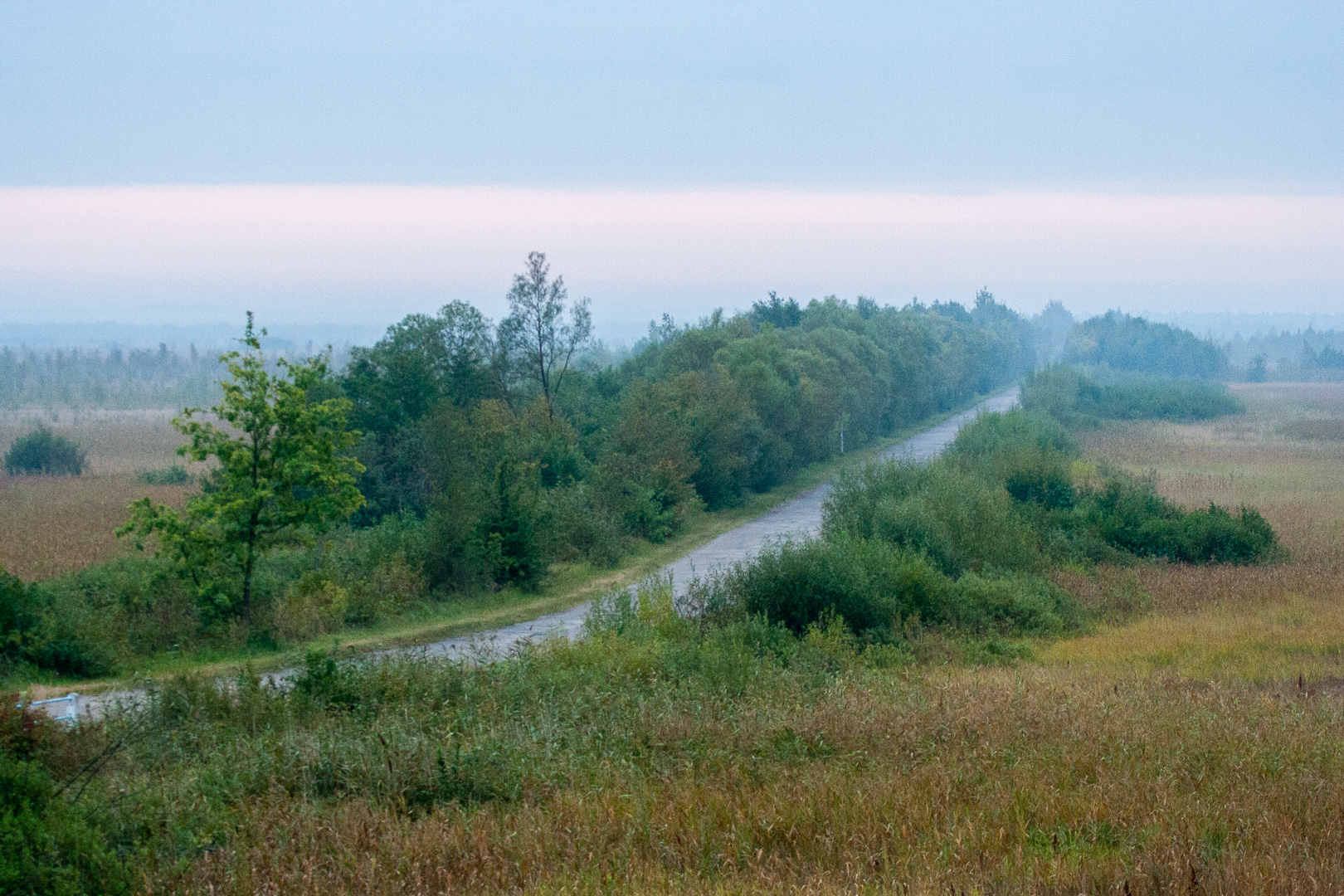
Carska Droga przecinająca Bagno Ławki, widok z wieży widokowej wczesnym ranem

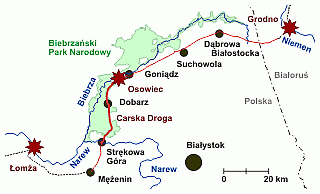
Droga łącząca rosyjskie twierdze Grodno, Osowiec i Łomża z czasów rozbiorowych. Był to fragment linii obrony ciągnącej się wzdłuż rzek Niemen–Biebrza–Narew–Wisła–Wieprz. Czerwoną linią narysowano fragment podpisywany czasem na mapach jako Carska Droga, pogrubioną – odcinek biegący m.in. przez bagna Biebrzańskiego Parku Narodowego

Carska Droga (Carski Trakt, Carska Szosa) – droga w województwie podlaskim, zaczynająca się w Mężeninie i biegnąca następnie w kierunku północnym i północno-wschodnim przez Strękową Górę, Osowiec, Goniądz, Dąbrowę Białostocką do granicy państwa i dalej do Grodna na Białorusi. Droga została zbudowana na przełomie XIX i XX wieku w celu połączenia carskich twierdz: Łomża, Osowiec i Grodno jako rokada.
Termin „Carska Droga” zwykle jednak używany jest w węższym znaczeniu – w odniesieniu do 33-km odcinka od mostu na Narwi w Strękowej Górze do skrzyżowania z drogą krajową nr 65 w miejscowości Osowiec-Twierdza.
Tutaj w większej części przebiega przez Biebrzański Park Narodowy lub po jego granicy – groblą wśród niedostępnych bagien oraz przez wydmy. Odcinek ten znany jest ze spotkań z łosiami.

## Zakres stosowania nazwy „Carska Droga”
Miłośnicy przyrody stosują lub zawężają termin „Carska Droga” w odniesieniu do 33 km odcinka od mostu na Narwi w Strękowej Górze do skrzyżowania z drogą krajową nr 65 w miejscowości Osowiec-Twierdza. Nie należy tutaj mylić nazw sąsiadujących z sobą położonych nad Narwią miejscowości Strękowa Góra i Góra Strękowa. Od Dobarza do Strękowej Góry na odcinku kilkunastu kilometrów droga tutaj biegnie nie po wydmach polodowcowych, ale groblą usypaną wśród bagien, co pochłonęło znaczne sumy podczas jej budowy i prawdopodobnie dlatego nazywana jest „Carską Drogą”.

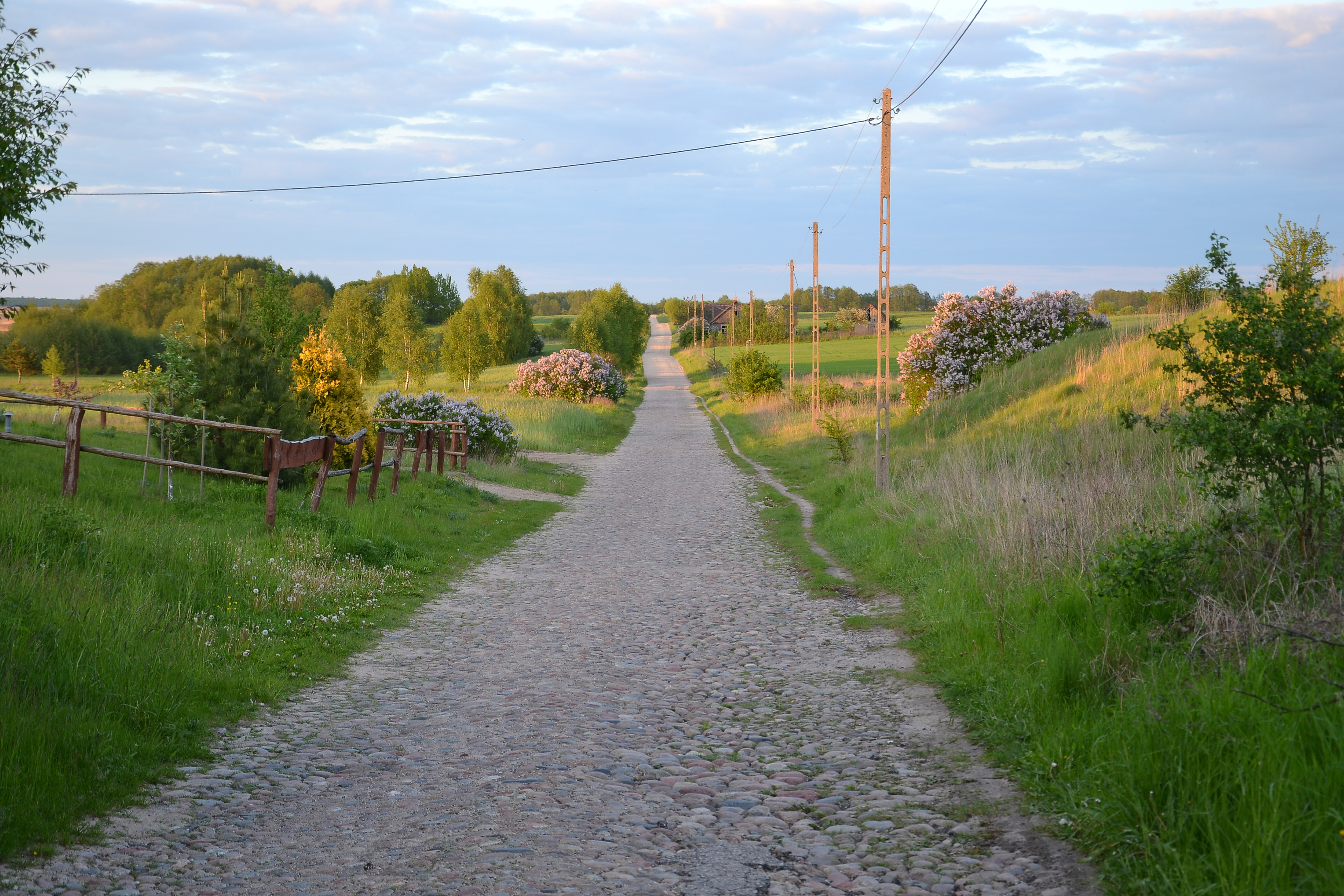
Carska Droga, Goniądz.

Badacze fortyfikacji nazywają jednak tak znacznie dłuższy ciąg dróg, łączący twierdze Grodno, Osowiec i Łomża. Carska Droga w takim znaczeniu zaczyna się już w Mężeninie (a nawet Łomży) i biegnie następnie w kierunku północnym i północno-wschodnim przez Strękową Górę, Osowiec, Goniądz, Dąbrowę Białostocką do granicy państwa i dalej do Grodna na Białorusi. Tak jest też podpisywany cały odcinek biegnący z kierunku od Mężenina (już przed skrzyżowaniem z drogą krajową nr 64 k/Strękowej Góry) niemal do granicy państwa (aż za Dąbrową Białostocką) na mapach Doliny Biebrzy i Biebrzańskiego Parku Narodowego.
Carska Droga pierwotnie znana była jako Droga Łomżyńska. Według niektórych źródeł tak nazywano fragment łączący wszystkie trzy twierdze (Grodno, Osowiec i Łomża). Perzyk stosuje ją jednak tylko do drogi łączącej twierdzę Osowiec z Łomżą, którą miejscowa ludność nazwała „Carską Drogą”. Również w opracowaniu Chmielkowa używana jest ona w odniesieniu do drogi biegnącej od Twierdzy Osowiec w kierunku południowym (ros. Ломжинское шоссе), natomiast w stosunku do bombardowanej za dnia przez Niemców drogi biegnącej w kierunku północno-wschodnim stosowana jest nazwa „droga na Grodno” (ros. шоссе на Гродно).
Niektórzy zwracają uwagę, że nazwa „Carski Trakt” powstała również w celach marketingowych.
Częścią tak rozumianej Carskiej Drogi jest m.in. droga powiatowa nr 1838 B, czyli odcinek o długości 34,466 km pomiędzy skrzyżowaniem z drogą krajową nr 64 (Strękowa Góra) a skrzyżowaniem z drogą krajową nr 65 (Osowiec). W jej obrębie znajduje się wspomniany na początku 33 km fragment, położony w powiecie monieckim, zaczynający się nieco dalej, na granicy powiatu na Narwi w Strękowej Górze.

## Historia

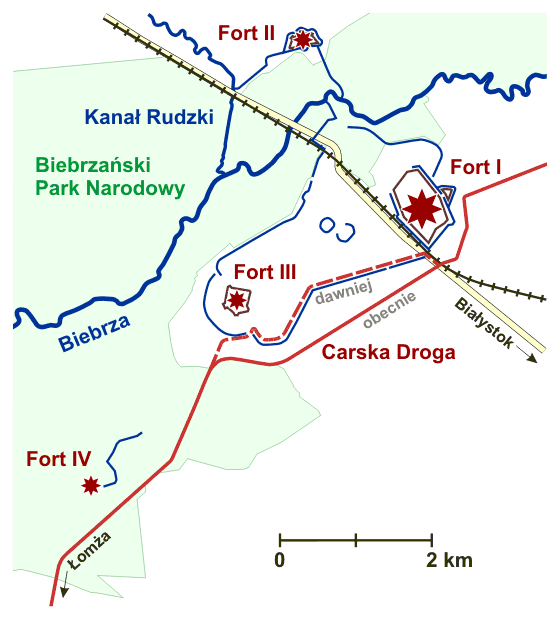
Pierwotnie Carska Droga biegła po wewnętrznej stronie fosy Twierdzy Osowiec (przerywana czerwona linia), co zostało zmienione po roku 1953 (ciągła linia)

### Budowa
Carska Droga, w szerokim rozumieniu tego słowa, powstała pod koniec XIX wieku na potrzeby twierdzy w Osowcu i systemu umocnień zachodnich rubieży Imperium Rosyjskiego jako droga rokadowa. Jej główną rolą było zapewnienie komunikacji pomiędzy carskimi twierdzami: Grodno, Osowiec i Łomża. Umożliwiała ona też przemieszczanie się wojska pomiędzy fortami i punktami oporu samej Twierdzy Osowiec. Zbudowana w latach 1882–1892 nigdy niezdobyta twierdza w Osowcu została ulokowana w miejscu, gdzie znajduje się jedyne przewężenie pozwalające przekroczyć Bagna Biebrzańskie.
Carska Droga została poprowadzona równolegle do lewego brzegu Biebrzy, przez bagna i piaszczyste wydmy. Decyzja o budowie tej strategicznej militarnej drogi przez bagna została osobiście podjęta osobnym dekretem przez cara Mikołaja II. Istnieje anegdota, według której zbudowano ją wzdłuż linii narysowanej przez cara za pomocą linijki przyłożonej do Grodna i Warszawy. W każdym razie poprowadzono ją długimi prostymi odcinkami, co utrudniało jej budowę w bagnistym terenie.
Budowa drogi, zwłaszcza od Dobarza do wsi Strękowa Góra, gdzie biegnie wśród bagien po usypanej grobli, była poważnym wyzwaniem i pochłonęła ogromne sumy. Polegała ona najpierw na wytyczeniu danego odcinka, wybraniu torfu, ułożeniu faszyny i zasypaniu żwirem z dodatkiem kamieni pokruszonych maszynami parowymi.
Przy budowie nie byli wykorzystywani zesłańcy, ale została zatrudniona miejscowa ludność w ramach prac interwencyjnych. Ubodzy mieszkańcy bagien, uczestniczący w budowie drogi, wspominali ten okres jako czas wyjątkowego dostatku. Nie obyło się bez afer – kilku urzędników, którzy zawyżyli ilość skupionej do usypywania korony traktu ziemi, zostało dla przykładu powieszonych. Droga nie była bynajmniej budowana dla dobra miejscowej ludności. O jej jednoznacznie militarnym charakterze świadczy odpowiedź władz carskich na zażalenie włodarzy ominiętej miejscowości Trzcianne: „Jest to droga wojskowa i nic wam do tego”.
Carska Droga pierwotnie znana była jako Droga Łomżyńska. Została ona wybudowana w 1895 roku lub w latach 1895–1907. Początkowo miała nawierzchnię brukową i szutrową, obecnie większa jej część pokryta jest asfaltem.

### Wykorzystanie
Carska droga była wykorzystywana przez wojska carskie podczas obrony Twierdzy Osowiec na początku I wojny światowej.
We wrześniu 1939 roku tą drogą przemaszerowali żołnierze Wojska Polskiego z Osowca na odcinek Wizna, którego obrona stała się jednym z najbardziej bohaterskich epizodów II wojny światowej.
Po II wojnie światowej droga straciła charakter militarny i stała się lokalnym szlakiem komunikacyjnym.
Brukowana droga umożliwiała również dojazd do łąk nadbiebrzańskich ich właścicielom.

## Długość

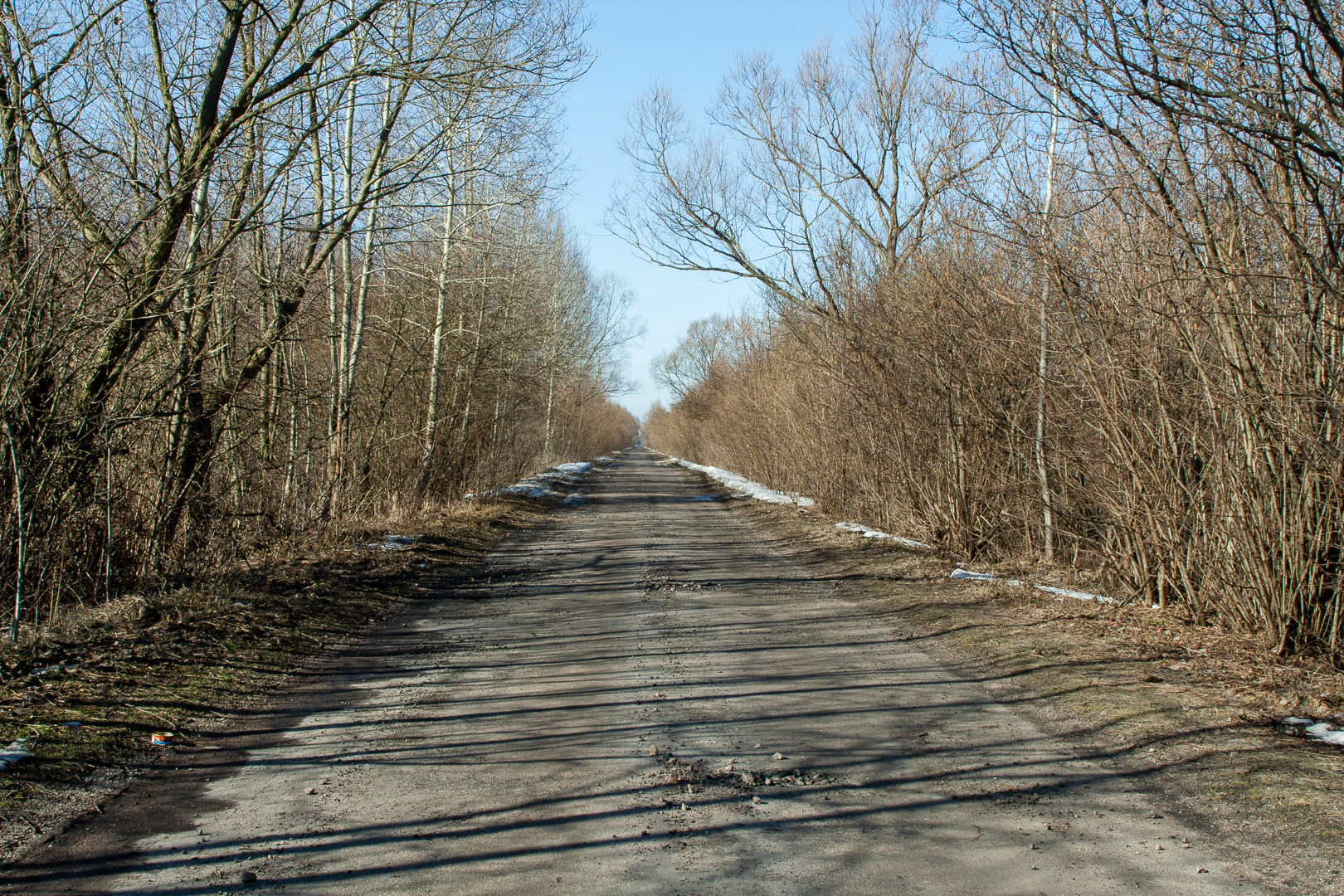
Typowy dla Carskiej Drogi długi prosty odcinek

Długości poszczególnych odcinków zmierzone w programie Google Earth są następujące:
| Odcinek | Długość                 |
| --- | ----------------------- |
| Mężenin – Strękowa Góra (DK 64)                                                                                       | 14,0 km                 |
| Strękowa Góra (DK 64) – Twierdza Osowiec (DK 65) w tym: – od Narwi w Strękowej Górze – w Biebrzańskim Parku Narodowym | 34,4 km 33,0 km 23,8 km |
| Twierdza Osowiec (DK 65) – Dąbrowa Białostocka                                                                        | 51,0 km                 |
| Dąbrowa Białostocka – granica państwa                                                                                 | 19,7 km                 |
| granica państwa – Grodno                                                                                              | ok. 9 km                |

Razem około 128 km, w tym 119,1 km w granicach państwa. Na większej części odcinka Strękowa Góra (DK 64) – Twierdza Osowiec (DK 65) droga przebiega w obrębie lub po granicy parku narodowego – łącznie na długości 23,8 km.
Pierwotnie Droga Łomżyńska od Łomży do Grodna (czyli wraz z dodatkowym odcinkiem od Mężenina do Łomży) liczyła 169 km.

## Atrakcje turystyczne
Na najciekawszym przyrodniczo i krajobrazowo odcinku Narew w Strękowej Górze – Osowiec-Twierdza wymienia się:
- Fragment szlaku rowerowego o nazwie Podlaski Szlak Bociani wyznaczony przy tej drodze[8]

oraz w kierunku od południa ku północy:
- ośrodek Edukacji Ekologicznej „Brama na bagna” w Strękowej Górze[8];
- zalewane wiosną łąki po obydwu stronach grobli, po której biegnie droga, jeszcze w otulinie parku, miejsce obserwacji rzadkich gatunków ptaków[8];

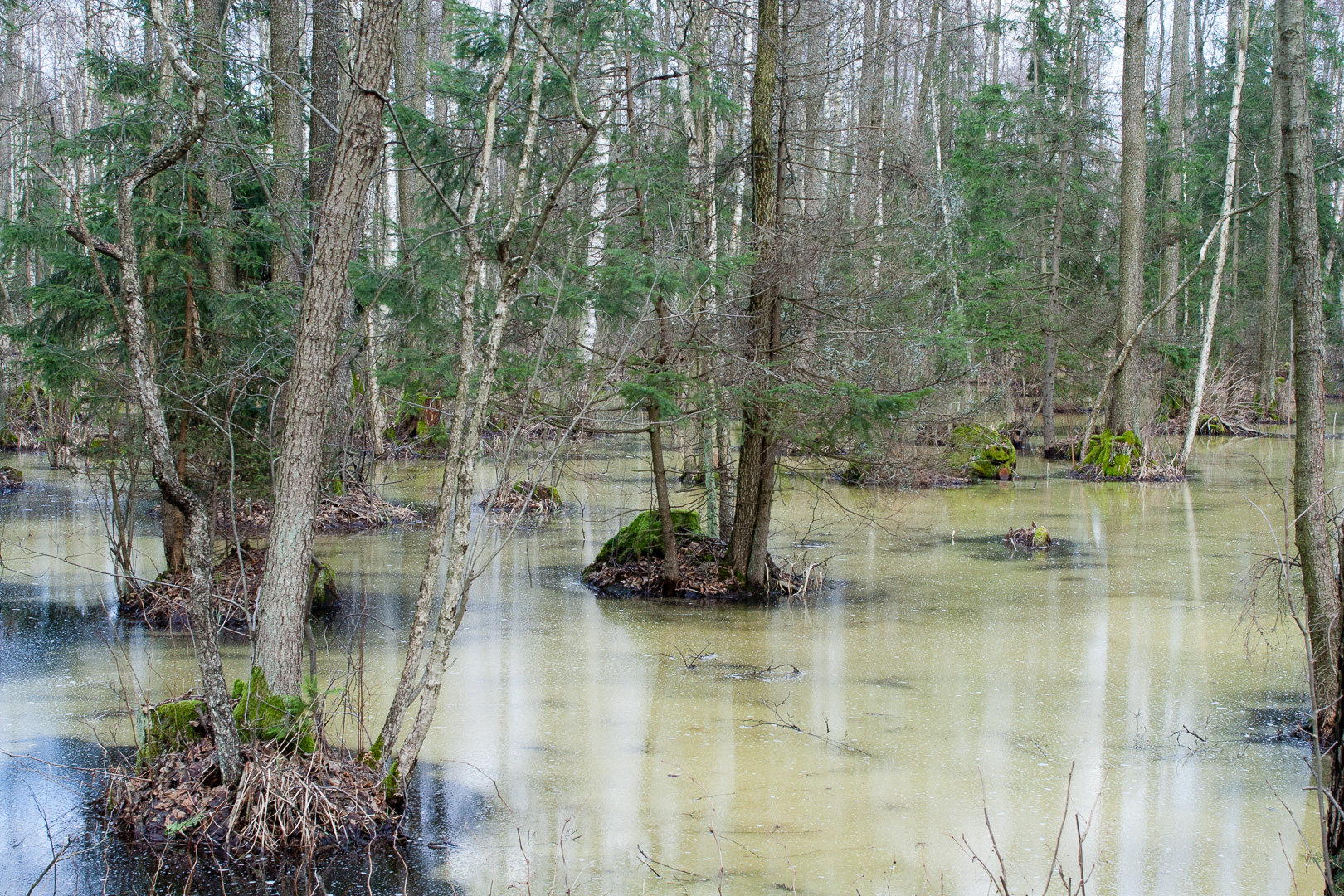
Ols przy Carskiej Drodze na przedwiośniu

- olsy w obszarze ochrony ścisłej Biebrzańskiego Parku Narodowego, m.in. miejsce gniazdowania lub występowania rzadkich gatunków ptaków[8];
- Bagno Ławki – ponownie tereny otwarte. Kładka ułatwiająca zaobserwowanie wodniczki, wieża widokowa. W pobliżu wieży corocznie na początku września odbywają się mistrzostwa w koszeniu łąk – „Biebrzańskie sianokosy”, mające na celu popularyzację czynnej ochrony zarastających terenów otwartych[8];
- Grobla Honczarowska, prostopadła do Carskiej Drogi; biegnie po niej ścieżka przyrodnicza. Stoi przy niej wieża, a z niej rozciąga się widok na Batalionową Łąkę na Bagnie Ławki, na której przywrócono wykaszanie[8];
- dojazd do wsi Gugny, a tam szlak Gugny – Barwik, Stacja Terenowa Instytutu Biologii w Białymstoku, kwatery prywatne[8];
- szlak turystyczny Gugny – Dobarz[8];
- zajazd „Dwór Dobarz” o tradycyjnej drewnianej architekturze. Osada Dobarz otoczona była kiedyś przez Puszczę Dobarz[8];
- Uroczysko Barwik[8];
- szlak do wsi Budy. Mieszka tutaj „Król Biebrzy” – Krzysztof Kawenczyński, a z nim m.in. koniki polskie oraz krowy rasy czerwonej polskiej, powstrzymujące zarastanie bagiennych łąk[8];
- ruiny Fortu IV Twierdzy Osowiec – ścieżka przyrodniczo-historyczna[8];
- platforma widokowa na torfowisko z wełniankami i rosiczką okrągłolistną[8].
- Twierdza Osowiec[20][21] – zwiedzanie tylko w zorganizowanych grupach z przewodnikiem z Osowieckiego Towarzystwa Fortyfikacyjnego[20].
- wieża widokowa niedaleko Kanału Rudzkiego, w dość dużej odległości od Carskiej Drogi, przy drodze krajowej nr 65 po drugiej stronie Twierdzy Osowiec i Biebrzy[4][3].

## Przyroda

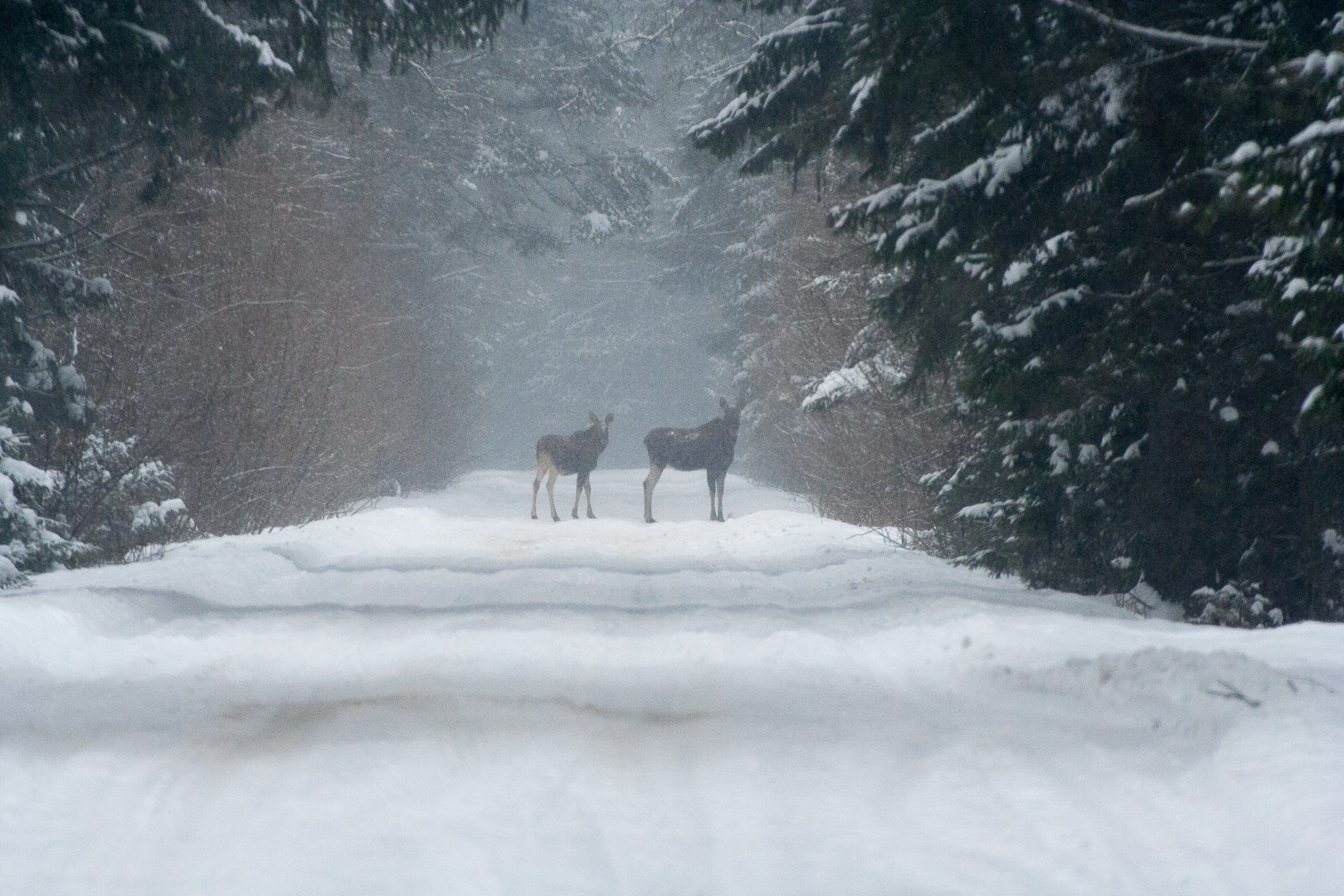
Klępa z łoszakiem na Carskiej Drodze niedaleko Twierdzy Osowiec podczas intensywnego opadu śniegu

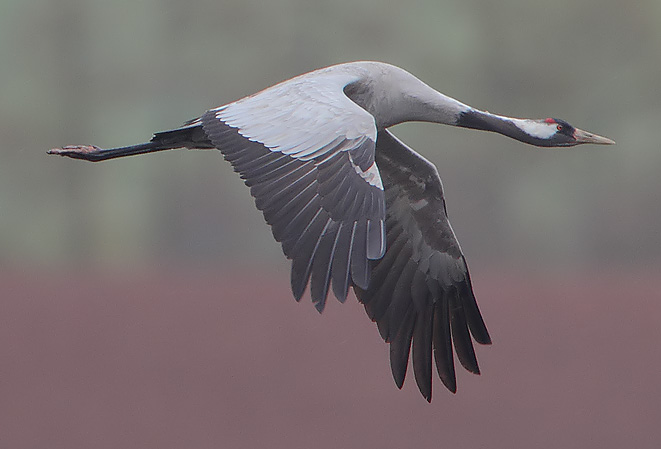
Żuraw Grus grus

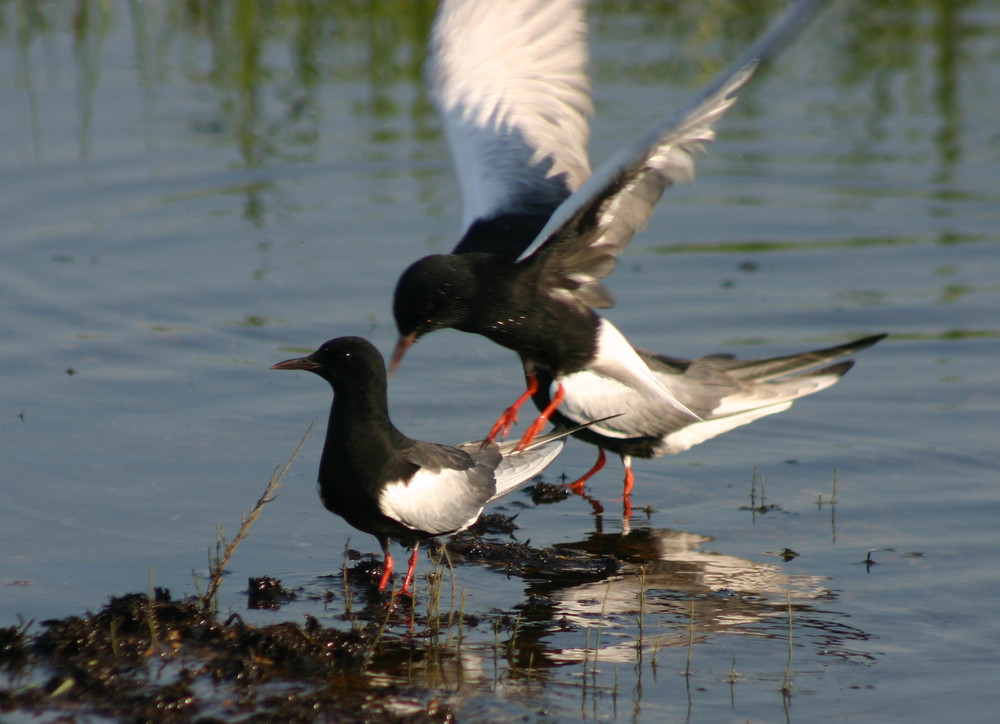
Rybitwa białoskrzydła Chlidonias leucopterus

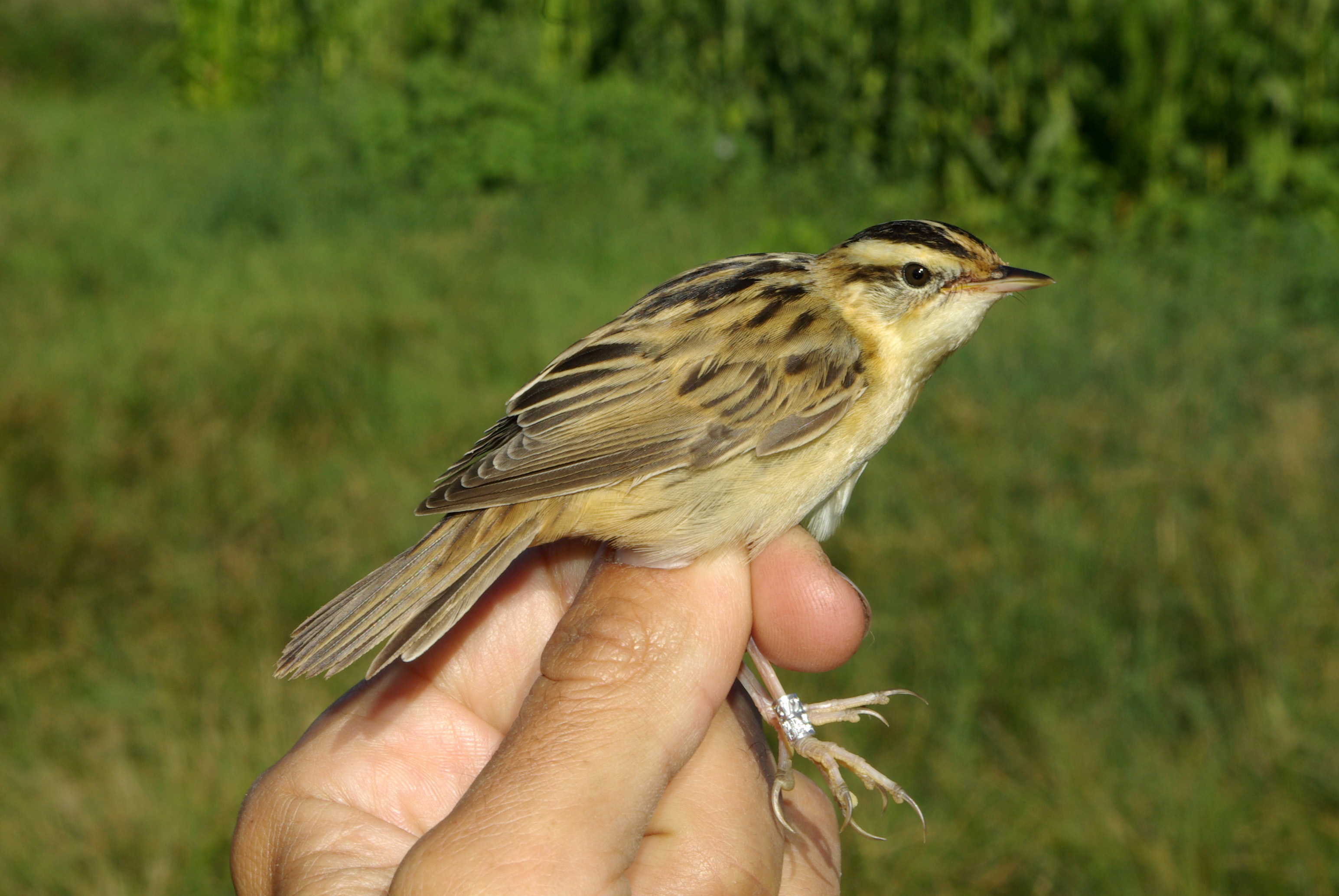
Wodniczka Acrocephalus paludicola

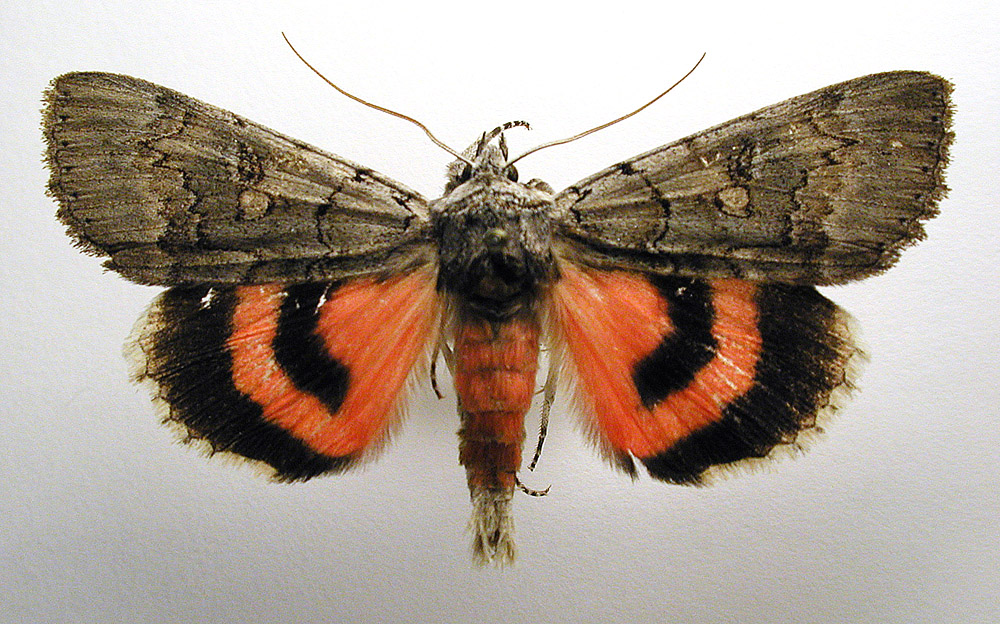
Wstęgówka bagienka Catocala pacta

### Strękowa Góra (DK 64) – Twierdza Osowiec (DK 65)
Carska Droga na tym odcinku, czyli droga powiatowa nr 1838B o całkowitej długości 34,466 km, pomiędzy położonym nieco na północ od Strękowej Góry Laskowcem a Osowcem, biegnie niemal całkowicie na terenie Biebrzańskiego Parku Narodowego – łącznie na długości ok. 33 km w jego otulinie, w tym ok. 20 km w jego obrębie (łącznie z 3,6-kilometrowym odcinkiem przez obszar ochrony ścisłej BPN – ols o dużym stopniu naturalności) oraz ok. 4,5 km wzdłuż jego granicy. Od 1995 roku park narodowy wpisany jest na listę obszarów chronionych konwencją ramsarską (RS#756).
Od niedawna odcinek ten znalazł się dodatkowo w obrębie unijnych obszarów chronionych – Specjalnego Obszaru Ochrony Siedlisk Natura 2000 „Dolina Biebrzy” (PLH 20008) oraz Obszaru Specjalnej Ochrony Ptaków Natura 2000 „Ostoja Biebrzańska” (PLB 20006). Przebieg ich granic jest zgodny z obszarem otuliny BPN.
Carska droga w otulinie parku narodowego jest atrakcyjna przyrodniczo ze względu na brak zabudowy, billboardów, śladów obecności człowieka, znikomy ruch turystyczny i oznakowanie, różnorodność krajobrazów. Zniszczona asfaltowa nawierzchnia wciąż jeszcze nieremontowanej drogi powstrzymuje przed rozwijaniem nadmiernej prędkości. Ściąga tutaj duża liczba miłośników przyrody i obserwatorów ptaków. Dosyć łatwo można bowiem tu spotkać łosia, można też napotkać wilka, występują także rzadkie gatunki ptaków. Twierdza Osowiec jest jednym z największych zimowisk nietoperzy w Polsce.
Na terenach Biebrzańskiego Parku Narodowego bezpośrednio przylegających do Carskiej Drogi w okolicach Bagna Ławki gniazdują orlik grubodzioby, puchacz, bocian czarny, żurawie, podróżniczek, dzięcioł białogrzbiety, kulik wielki, błotniaki: łąkowy i zbożowy, rycyk, krwawodziób, uszatka (sowa) błotna. Znajdują się tam też tokowiska oraz miejsca gniazdowania dubelta i cietrzewia, największe w Polsce stanowisko wodniczki, rewiry orlików, bociana czarnego i dzięcioła białogrzbietego, część w .
W 2006 roku przez ponad miesiąc na Bagnie Ławki przebywała sowa jarzębata, ściągając rzesze obserwatorów ptaków. Na zalewanych wiosną łąkach przy grobli na południe od parku, w jego otulinie, gniazdują rybitwy białoskrzydłe, bataliony, można obserwować kaczki.
W pobliżu drogi występuje też wiele rzadkich i chronionych gatunków motyli, zwłaszcza nocnych, jak na przykład wstęgówka bagienka (jedyne miejsce występowania w Polsce). Bytują tutaj niepylak mnemozyna oraz uważane za cenne motyle środowisk bagiennych, takie jak strzępotek hero, rojnik morfeusz, błyszczka zosimi, ogniwaczek tajwanek, paśnik tartruenek.
W płytkich przydrożnych rowach występuje aż 127 taksonów glonów, w tym 4 nowe dla nauki i 7 (lub 11) nowych dla Polski.
Carska droga przebiega przez kilka siedlisk programu Natura 2000 – sosnowy bór bagienny (kod 91D0-2), wariant chrobotkowy subkontynentalnego boru bagiennego (kod 91T0), torfowisko wysokie z mszarem wysokotorfowiskowym (kod 7101,7120), torfowiska zasadowe o charakterze młak, mechowisk i turzycowisk (kod 7230) oraz przez ols o dużym stopniu naturalności w obszarze ochrony ścisłej przy południowej granicy BPN.

### Mężenin – Strękowa Góra (DK 64)
Droga powiatowa nr 1973B, czyli odcinek Mężenin – droga krajowa nr 64 (tuż przed Strękową Górą) o całkowitej długości 14,075 km na długości ok. 3,6 km przebiega w obrębie projektowanego obszaru ochrony ptaków Natura 2000 „Bagno Wizna” (PLB 20005).

## Wpływ na środowisko przyrodnicze Bagien Biebrzańskich
Z przyrodniczego punktu widzenia szkodliwe dla przyrody Bagien Biebrzańskich byłoby przekształcenie Carskiej Drogi w drogę tranzytową („Via Turistica”), co zostało zablokowane przez miłośników przyrody. Pod koniec 2013 roku rozpoczęto jednak remont nawierzchni, ponieważ droga ma pewne znaczenie lokalne.
Może to doprowadzić do zwiększenia liczby pojazdów i ryzyka wypadków.
Carska Droga stanowi barierę hydrologiczną ograniczającą spływ wody ze wschodniej do zachodniej części Bagna Ławki w Biebrzańskim Parku Narodowym. Jej nasyp (grobla) spowodował podniesienie się zwierciadła wód gruntowych na wschodzie, gdzie wykształciły się mechowiska.
Przecina ona również szlaki migracyjne zwierząt, powodując izolację lokalizacji.
Jest tam też powodem kolizji samochodów z różnymi gatunkami zwierząt: ssaków (np. bóbr, wiewiórka, lis, zając szarak, kret), ptaków (np. kos, drozd śpiewak, puszczyk, dzięcioł duży, lelek) i gadów (zaskroniec), głównymi ofiarami wśród kręgowców są jednak płazy (93,1% ofiar w badaniu z 2014 roku). Z naukowego raportu przygotowanego na zlecenie Biebrzańskiego Parku Narodowego wynika, że liczba przekroczeń drogi przez zwierzęta wynosi kilkadziesiąt tysięcy rocznie. Podczas trzech kontroli wykonanych wiosną, latem i jesienią w 2014 udokumentowano blisko 5,3 tysiąca martwych kręgowców zabitych przez pojazdy.

## Remont Carskiej Drogi
W listopadzie 2013 roku rozpoczął się remont Carskiej Drogi na znajdującym się w fatalnym stanie technicznym, 33 km odcinku od granicy powiatu monieckiego (Strękowa Góra) do drogi krajowej nr 65 (Białystok – Ełk). Był kontynuowany przez cały 2014 rok, z wyjątkiem sezonu lęgowego ptaków.
Prace polegały na naprawie drogi poprzez oczyszczenie nawierzchni, wyrównaniu oraz wykonaniu warstwy konstrukcyjnej i warstwy ścieralnej z mieszanki mineralno – asfaltowej o grubości 4 cm.
Inwestycja realizowana była w ramach projektu „Udostępnienie obszarów cennych turystycznie i gospodarczo – poprawa jakości dróg pogranicza polsko-białoruskiego” z Programu Współpracy Transgranicznej Polska – Białoruś – Ukraina 2007–2013. Projekt obejmował również przebudowę drogi Grodno – Sopoćkinie na Białorusi. Na jego realizację pozyskano 3,8 mln euro ze środków Unii Europejskiej, z czego około 2 mln otrzymał powiat moniecki. Dofinansowanie stanowiło 89,5% kosztów projektu.
Remont rozpoczęto bez przeprowadzenia oceny oddziaływania inwestycji na środowisko, której domagali się ekolodzy. Nie jest ona jednak wymagana w przypadku remontu.